# Олаф Зухвалий
Олаф Зухвалий (Купа Руїн) (д/н — бл. 910) — конунг Південної Ютландії, Фюна і Лолланна.

## Життєпис
Основні відомості про Олафа містяться в праці Адама Бременського «Діяння архієпископів Гамбурзької церкви». Згідно неї Олаф прийшов зі Шведської землі, 903 року повалив конунга данів Хельге й став панувати. Мав багато дітей, з яких Ґирд і Гнупа успадкували владу.
Дослідники вважають відсутність згадок про цього конунга в західноєвропейських хроніках через спрямованість політики Олафа в бік узбережжя Балтії — поморських слов'ян і балтських племен. Також ймовірно здійснював походи до Гардарикі, що було природньо для свея.
Разом з тим сучасні вчені не зовсім впевнені, що він був свеєм. У Адама Бременського вказується, що він прийшов зі Шведської землі. На його час до неї вже входили землі Геталанду. Тож Олаф міг бути геатом. Водночас археологічні розвідки підтверджують факт панування свеїв та геатів на островах Фюн і Лолланн, а також у південній Ютландії — наявність рунічного каменю в Седінгу на Лолланні, а особливо камерні поховання в Хедебю (столицю Південної Ютландії і Шлезвігу), що були характерні для свеїв та геатів.
Саме на час панування Олафа та його синів приходиться новий розквіт Хедебю, через який збільшився потік срібла та краму, здобичі, захоплених в походах й наторгованих з балтійськими народами.